# Barrage de Kuzfındık
Le barrage de Kuzfındık est un barrage en Turquie.

## Sources
- (tr) « Kuzfındık Barajı », sur Agence gouvernementale turque des travaux hydrauliques (DSİ)